# Speakeasy Club
Lo Speakeasy Club era un piccolo locale di Londra, situato al numero 48 di Margaret Street vicino a Oxford Circus, gestito da Laurie O'Leary. Al tempo della "swinging London", il locale era molto noto per i concerti di musica rock, soprattutto progressive, che vi si tenevano, e costituiva un'alternativa all'ancora più famoso Marquee Club. 
Fra i moltissimi grandi artisti della scena rock degli anni sessanta e settanta a calcare il palco dello Speakeasy, si possono ricordare Yes, Black Sabbath, Jimi Hendrix, King Crimson, Pink Floyd, Van der Graaf Generator, Procol Harum, Cream, Chuck Berry e Deep Purple.
Molti artisti frequentavano lo Speakeasy anche come clienti (fra i clienti abituali vi erano per esempio membri dei Beatles, dei Rolling Stones, dei Led Zeppelin, Neil Young e Jimi Hendrix) e non era raro che avventori di questo genere decidessero poi di salire sul palco e fare jamming con l'artista di turno. 
Lo Speakeasy è passato alla storia anche per essere stato il trampolino di lancio, fra gli altri, di Elton John e Bob Marley.